# Lincoln (fotbollsspelare)
Lincoln Cássio de Souza Soares, med känd som bara Lincoln, född 1979 i São Brás do Suaçui i Brasilien, är en brasiliansk före detta fotbollsspelare.